# 小科隆山
45°58′04″N 7°28′52″E / 45.96773°N 7.481027°E

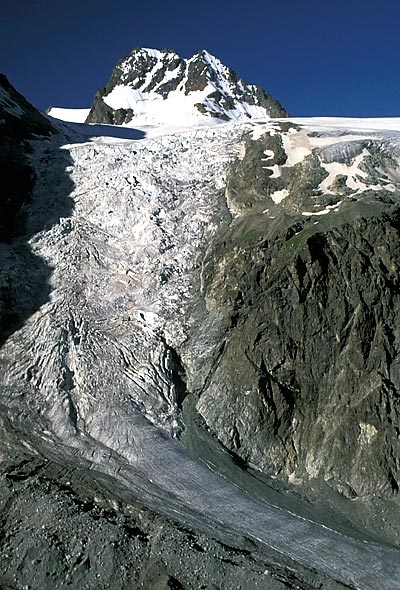

小科隆山（Petit Mont Collon），是瑞士的山峰，位於該國西南部，由瓦萊州負責管轄，屬於本寧阿爾卑斯山脈的一部分，海拔高度3,556米，每年平均降雨量1,358毫米。